# 小山村 (福井県)
小山村（おやまむら）は福井県大野郡にあった村。現在の大野市中心部の南西一帯にあたる。

## 地理
- 山岳：飯降山

## 歴史
- 1889年（明治22年）4月1日 - 町村制の施行により、鍬掛村、新庄村、飯降村、右近次郎村、深井村、下舌村、上荒井村、下黒谷村、上黒谷村、上舌村、阿難祖領家村及び阿難祖地頭方村の区域をもって、小山村が発足する。
- 1927年（昭和2年）2月10日 - 豪雪により下黒谷地内で家屋が倒壊。死者・行方不明者12人[1]。
- 1954年（昭和29年）7月1日 - 大野町、下庄町、上庄村、五箇村、阪谷村、富田村、乾側村及び小山村が合併して、大野市が発足する。